# Бекур
Бекур (фр. Bécourt) насеље је и општина у североисточној Француској у региону Север-Па д Кале, у департману Па де Кале која припада префектури Montreuil.
По подацима из 2011. године у општини је живело 272 становника, а густина насељености је износила 45,11 становника/km². Општина се простире на површини од 6,03 km². Налази се на средњој надморској висини од 154 метара (максималној 202 m, а минималној 144 m).

## Демографија
| 1962. | 1968. | 1975. | 1982. | 1990. | 1999. | 2011. |
| ----- | ----- | ----- | ----- | ----- | ----- | ----- |
| 201   | 224   | 222   | 234   | 249   | 238   | 272   |

График промене броја становника у току последњих година